# Miss Univers 1998
Miss Univers 1998, 47e édition du concours de Miss Univers a eu lieu le 12 mai 1998, au Stan Sheriff Center, à Honolulu, Hawaï, États-Unis.
Wendy Fitzwilliam, Miss Trinité-et-Tobago, âgée de 25 ans, remporte le prix.

## Résultats
| Classement        | Candidate         | Pays              |
| ----------------- | ----------------- | ----------------- |
| Miss Univers 1998 | Wendy Fitzwilliam | Trinité-et-Tobago |
| 1re dauphine      | Veruska Ramírez   | Venezuela         |
| 2e dauphine       | Joyce Giraud      | Porto Rico        |
| Top 5             | Shawnae Jebbia    | États-Unis        |
| Top 5             | Silvia Ortiz      | Colombie          |
| Top 10            | Michella Marchi   | Brésil            |
| Top 10            | Lymaraina D'Souza | Inde              |
| Top 10            | Kerishnie Naicker | Afrique du Sud    |
| Top 10            | Andrea Roche      | Irlande           |
| Top 10            | Anna Malova       | Russie            |

### Points lors des demi-finales
- Gagnante
- 1re dauphine
- 2e dauphine
- Top 5 Finalistes
- Top 10 Demi-finalistes

(#) Classement à chaque tour de compétition
| Pays              | Interview  | Maillot de bain | Robe du soir | Moyenne    | Top 5     |
| ----------------- | ---------- | --------------- | ------------ | ---------- | --------- |
| Trinidad & Tobago | 9.717 (1)  | 9.762 (2)       | 9.835 (1)    | 9.771 (1)  | 9.792 (1) |
| Venezuela         | 9.423 (3)  | 9.855 (1)       | 9.720 (2)    | 9.666 (2)  | 9.713 (2) |
| Porto Rico        | 9.230 (6)  | 9.697 (3)       | 9.693 (3)    | 9.540 (3)  | 9.633 (3) |
| États-Unis        | 9.267 (5)  | 9.625 (4)       | 9.505 (6)    | 9.466 (4)  | 9.382 (4) |
| Colombie          | 9.115 (7)  | 9.583 (5)       | 9.635 (4)    | 9.444 (5)  | 9.350 (5) |
| Brésil            | 9.275 (4)  | 9.450 (6)       | 9.428 (9)    | 9.384 (6)  |           |
| Inde              | 9.492 (2)  | 9.108 (9)       | 9.443 (8)    | 9.348 (7)  |           |
| Afrique du Sud    | 9.025 (8)  | 9.117 (8)       | 9.587 (5)    | 9.243 (8)  |           |
| Irlande           | 8.975 (9)  | 9.050 (10)      | 9.327 (10)   | 9.117 (9)  |           |
| Russie            | 8.568 (10) | 9.150 (7)       | 9.453 (7)    | 9.057 (10) |           |

## Prix spéciaux
| Prix                                 | Candidates                                                                               |
| ------------------------------------ | ---------------------------------------------------------------------------------------- |
| Meilleur costume national            | - Trinité-et-Tobago - Wendy Fitzwilliam - Pérou - Karim Bernal - Mexique - Katty Fuentes |
| Miss Congénialité                    | - Turquie - Asuman Krause                                                                |
| Miss Photogénique                    | - Slovak Republic - Vladimíra Hreňovčíková                                               |
| Meilleure en maillot de bain Jantzen | - Venezuela - Veruska Ramírez                                                            |
| Style Clairol Herbal Essences        | - Mexique - Katty Fuentes                                                                |

## Ordre d'annonce des finalistes

### Top 10
1. Afrique du Sud
2. Russie
3. Irlande
4. Brésil
5. Colombie
6. Inde
7. Trinité-et-Tobago
8. Venezuela
9. États-Unis
10. Porto Rico

### Top 5
1. Colombie
2. États-Unis
3. Trinité-et-Tobago
4. Porto Rico
5. Venezuela

### Top 3
1. Venezuela
2. Trinité-et-Tobago
3. Porto Rico

## Juges
- Richard Chamberlain
- Cindy Adams
- María Conchita Alonso
- Vivienne Tam
- Elaine Farley
- Richard Johnson
- Shemar Moore
- Elvis Stojko

## Candidates
- Angola - Emilia Guardano
- Argentine - Marcela Brane
- Aruba - Wendy Lacle
- Australie - Renee Henderson
- Bahamas - Juliette Sargent
- Belgique - Sandrine Corman
- Belize - Elvia Vega
- Bolivie - Veronica Larrieu
- Bonaire - Uzmin Everts
- Brésil - Michella Marchi
- Îles Vierges britanniques - Kaida Donovan
- Bulgarie - Natalia Gourkova
- Canada - Juliana Thiessen
- Chili - Claudia Arnello
- Colombie - Silvia Ortiz
- Costa Rica - Kisha Alvarado
- Croatie - Ivana Grzetić
- Curaçao - Natacha Bloem
- Chypre - Daniella Iordanova
- Tchéquie - Kristina Fridvalská
- République dominicaine - Selines Méndez
- Équateur - Soraya Hogonaga
- Égypte - Karine Fahmy
- Salvador - María Gabriela Jovel
- Estonie - Mari Lawrens
- Finlande - Jonna Kauppila
- France - Sophie Thalmann
- Allemagne - Katharina Mainka
- Ghana - Francisca Awuah
- Royaume-Uni - Leilani Dowding
- Grèce - Dimitra Eginiti
- Guam - Joylyn Munoz
- Guatemala - Astrid Ramírez
- Honduras - Dania Prince
- Hong Kong - Virginia Yung
- Hongrie - Agnes Nagy
- Inde - Lymaraina D'Souza
- Irlande - Andrea Roche
- Israël - Hagit Raz
- Italie - Claudia Trieste
- Jamaïque - Shani McGraham
- Japon - Nana Okumura
- Corée du Sud - Kim Ji-yeon
- Liban - Nina Kadis
- Malaisie - Sherine Wong
- Malte - Carol Cassar
- Maurice - Leena Ramphul
- Mexique - Katty Fuentes
- Namibie - Retha Reinders
- Pays-Bas - Jacqueline Rotteveel
- Nouvelle-Zélande - Rosemary Rassell
- Nicaragua - Claudia Alaniz
- Nigeria - Chika Chikezie
- Îles Mariannes du Nord - Helene Yum Lizama
- Norvège - Stine Bergsvand
- Panama - Tanisha Drummond
- Paraguay - Luz Marina González
- Pérou - Karim Bernal
- Philippines - Jewel May Lobaton
- Pologne - Sylwia Kupiec
- Portugal - Icilia Berenguel
- Porto Rico - Joyce Giraud
- Roumanie - Juliana Elena Verdes
- Russie - Anna Malova
- Singapour - Alice Lim
- Slovaquie - Vladimíra Hreňovčíková
- Afrique du Sud - Kerishnie Naicker
- Espagne - María José Besora
- Suède - Jessica Olérs
- Suisse - Tanja Gutmann
- Taïwan - Annie Tsai
- Thaïlande - Chalida Thaochalee
- Trinité-et-Tobago - Wendy Fitzwilliam
- Turquie - Asuman Krause
- Ukraine - Olena Spirina
- Uruguay - Virginia Russo
- États-Unis - Shawnae Jebbia
- Îles Vierges des États-Unis - Leah Webster
- Venezuela - Veruska Ramírez
- Yugoslavie - Jelena Trninić
- Zimbabwe - Selina Stuart